# San Martín de los Andes
San Martín de los Andes – miasto w Argentynie, w południowo-zachodniej części prowincji Neuquén, stolica departamentu Lácar. Leży u podnóża Andów, nad jeziorem Lácar, 45 km od granicy z Chile i 1545 km od Buenos Aires. Około 24 000 mieszkańców. Miasto jest obsługiwane przez odległe o 22 km lotnisko Aviador Carlom Campos Airport.

## Historia
W 1898 roku argentyńska ekspedycja wojskowa wkroczyła na te tereny, aby uzyskać nad nimi całkowitą kontrolę i nie dopuścić do podporządkowania tego obszaru przez Chile. 4 lutego 1898 roku zostało założone miasto. Początkowo głównym zajęciem mieszkańców okolicznych terenów była ścinka drzew i rolnictwo. W 1937 roku powstał Park Narodowy Lanín. Od tego momentu zmniejszyło się znaczenie pozyskania drewna, natomiast wzrosło zainteresowanie turystyką. Od lat siedemdziesiątych XX wieku, po wybudowaniu wyciągów i tras narciarskich, miasto jest związane głównie ze sportami zimowymi. 

## Turystyka
W odległości 18 km wybudowano stację narciarską Chapelco – jedną z najpopularniejszych w Argentynie. W okresie wiosenno-letnim popularna wśród turystów jest obserwacja ptaków. W okresie letnim uprawia się jeździectwo, rafting, kolarstwo górskie, kajakarstwo, zaś w golfa grać można przez dziesięć miesięcy w roku na dwóch polach golfowych należących do Chapelco Golf Club. W San Martín de los Andes mieści się siedziba Parku Narodowego Lanín. W pobliżu biegnie widokowa Droga Siedmiu Jezior – część drogi prowincjonalnej nr 234, która na długości 107 km przekracza Park Narodowy Lanín, Park Narodowy Nahuel Huapí i Park Narodowy Los Arrayanes.

## Ciekawostki
W San Martín de los Andes po II wojnie światowej osiedlił się Zbigniew Fularski, harcerz Szarych Szeregów, żołnierz Batalionu "Parasol" AK. Wraz z małżonką Anną założyli istniejącą do dzisiaj cukiernię „Mamusia”.

## Miasta partnerskie
- Steamboat Springs  Stany Zjednoczone